# كارل إميل بيترسون
كارل إميل بيترسون (بالسويدية: Carl Emil Pettersson)‏ هو بحار سويدي، ولد في أكتوبر 1875 في ستوكهولم في السويد، وتوفي في 12 مايو 1937 في أستراليا.